# バウツェン (小惑星)
バウツェン (11580 Bautzen ) は、小惑星帯に位置する小惑星。アリゾナ大学のスペースウォッチ計画によって発見された。
ドイツ、ザクセン州の都市、バウツェンから名づけられた。